# إدوارد بي ألكسندر
إدوارد بي ألكسندر (بالإنجليزية: Edward P. Alexander)‏ هو أمين متحف ومؤرخ أمريكي، ولد في 11 يناير 1907، وتوفي في 31 يوليو 2003.